# Cubo di Rubik
Il Cubo di Rubik o Cubo magico (Rubik-kocka in ungherese) è un celebre poliedro magico 3D inventato dal professore di architettura e scultore ungherese Ernő Rubik nel 1974.
Chiamato originariamente Magic Cube (Cubo magico) dal suo inventore, nel 1980 il rompicapo fu rinominato Rubik's Cube (Cubo di Rubik) dalla Ideal Toy Company, che lo mise in commercio grazie all'uomo d'affari Tibor Laczi e al fondatore di Seven Towns Tom Kremer. Nello stesso anno vinse un premio speciale dalla giuria dello Spiel des Jahres in Germania, diventando, il primo e unico gioco solitario nella storia ad essere premiato. Al gennaio 2009 ne erano stati venduti nel mondo 350 milioni, rendendo il cubo di Rubik il puzzle più venduto al mondo. È considerato da molti il giocattolo più venduto della storia.
Ognuna delle sei facce del cubo è ricoperta da nove adesivi dello stesso colore: bianco, giallo, rosso, verde, blu e arancione. Generalmente il bianco è opposto al giallo, il rosso all'arancione, e il verde al blu; il bianco, il blu e il rosso sono ordinati in senso orario attorno al corrispettivo angolo del cubo. Nei primi cubi messi in commercio, la posizione dei colori variava da un cubo all'altro. Un meccanismo interno permette alle facce di ruotare ognuna in modo indipendente dalle altre cinque, così da mescolare i colori del cubo. Per risolvere il rompicapo bisogna fare in modo che ogni faccia torni a mostrare un solo colore. Rompicapi simili sono stati sviluppati nel tempo, con differenti dimensioni, colori, facce e adesivi, ma non tutti realizzati da Rubik.
Ebbe il massimo della sua popolarità all'inizio degli anni ottanta e decenni dopo è ancora noto e venduto. Molti speedcuber continuano a confrontarsi in gare internazionali nel tentativo di risolvere il cubo di Rubik e altri twisty puzzle nel minor tempo possibile e in varie categorie. Dal 2003, la World Cube Association organizza e regolamenta tornei e gare in tutto il mondo, registrando i record nelle varie categorie.

## Storia e sviluppo

### Concezioni iniziali
Nel marzo 1970, Larry D. Nichols inventò un "puzzle con i pezzi rotabili in gruppo" di dimensioni 2×2×2 e ne depositò un brevetto canadese. Il cubo di Nichols era tenuto insieme da dei magneti. A Nichols venne concesso lo (EN)  US3655201, United States Patent and Trademark Office, Stati Uniti d'America. l'11 aprile 1972, due anni prima che Rubik inventasse il suo cubo.
Il 9 aprile 1970 Frank Fox presentò la domanda di brevetto per il suo puzzle "3×3×3 cubico". Ricevette il brevetto britannico (1344259) il 16 gennaio 1974.

### Invenzione di Rubik

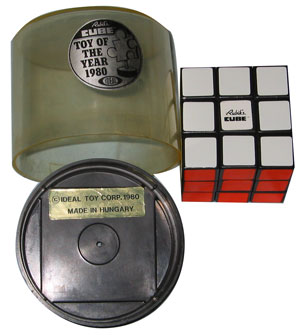
Confezione del cubo di Rubik (1980) della Ideal Toy Corp., realizzato in Ungheria

A metà degli anni '70, Ernő Rubik lavorava al Dipartimento di Interior Design della Moholy-Nagy University of Art and Design a Budapest. Nonostante 
la largamente nota versione secondo cui Rubik avrebbe costruito il cubo come uno strumento didattico per insegnare ai suoi studenti a comprendere gli oggetti 3D, il suo vero obiettivo era di risolvere il problema strutturale di muovere le singole parti in modo indipendente senza far crollare l'intero meccanismo. Non si rese conto di aver creato un rompicapo finché non mescolò per la prima volta il cubo e cercò di ricomporlo. Il cubo originale differiva lievemente da quello odierno: era monocolore, di legno e con gli angoli smussati; inoltre, all'inizio si diffuse solo tra i matematici ungheresi, interessati ai problemi statistici e teorici che il cubo poneva. Rubik ottenne il brevetto ungherese HU170062 per il suo "Magic Cube" ("Bűvös kocka" in ungherese) nel 1975, dopo aver apportato le modifiche che lo avrebbero portato ad essere tale e quale al puzzle moderno.
I primi lotti di esemplari del Magic Cube vennero prodotti nel 1977 e distribuiti nei negozi di giocattoli di Budapest da parte della Polithechnika, produttrice di giocattoli. Il Magic Cube era tenuto insieme da pezzi di plastica che si incastravano tra di loro, impedendo che il cubo si smontasse facilmente, a differenza dei magneti nel design di Nichols. Con il permesso di Ernő Rubik, l'uomo d'affari Tibor Laczi portò uno dei cubi alla fiera dei giocattoli di Norimberga, in Germania, nel febbraio 1979 nel tentativo di renderlo popolare. Il rompicapo di Rubik venne quindi notato da Tom Kremer, fondatore dell'azienda di giocattoli Seven Towns, e i due firmarono un contratto con la Ideal Toy nel settembre 1979 per vendere il cubo in tutto il mondo. La Ideal voleva almeno un nome riconoscibile da registrare come marchio; naturalmente, in seguito a questo accordo, nel 1980 al rompicapo di Rubik venne dato il nome del suo inventore. Il cubo fece il suo debutto internazionale alle fiere di giocattoli di Londra, Parigi, Norimberga e New York nel gennaio e febbraio 1980.
Prima di venire commercializzato in Occidente fu studiato il modo per poterlo produrre secondo le specifiche di sicurezza occidentali. Venne realizzato un cubo più leggero, e la Ideal decise di rinominarlo. Vennero presi in considerazione nomi come "The Gordian Knot" ("Il nodo gordiano") e "Inca Gold" ("Oro inca"), ma alla fine la compagnia optò per "Rubik's Cube" ("il cubo di Rubik"), e il primo lotto venne esportato dall'Ungheria nel maggio del 1980.

### Gli anni 1980: il cubo come moda del momento

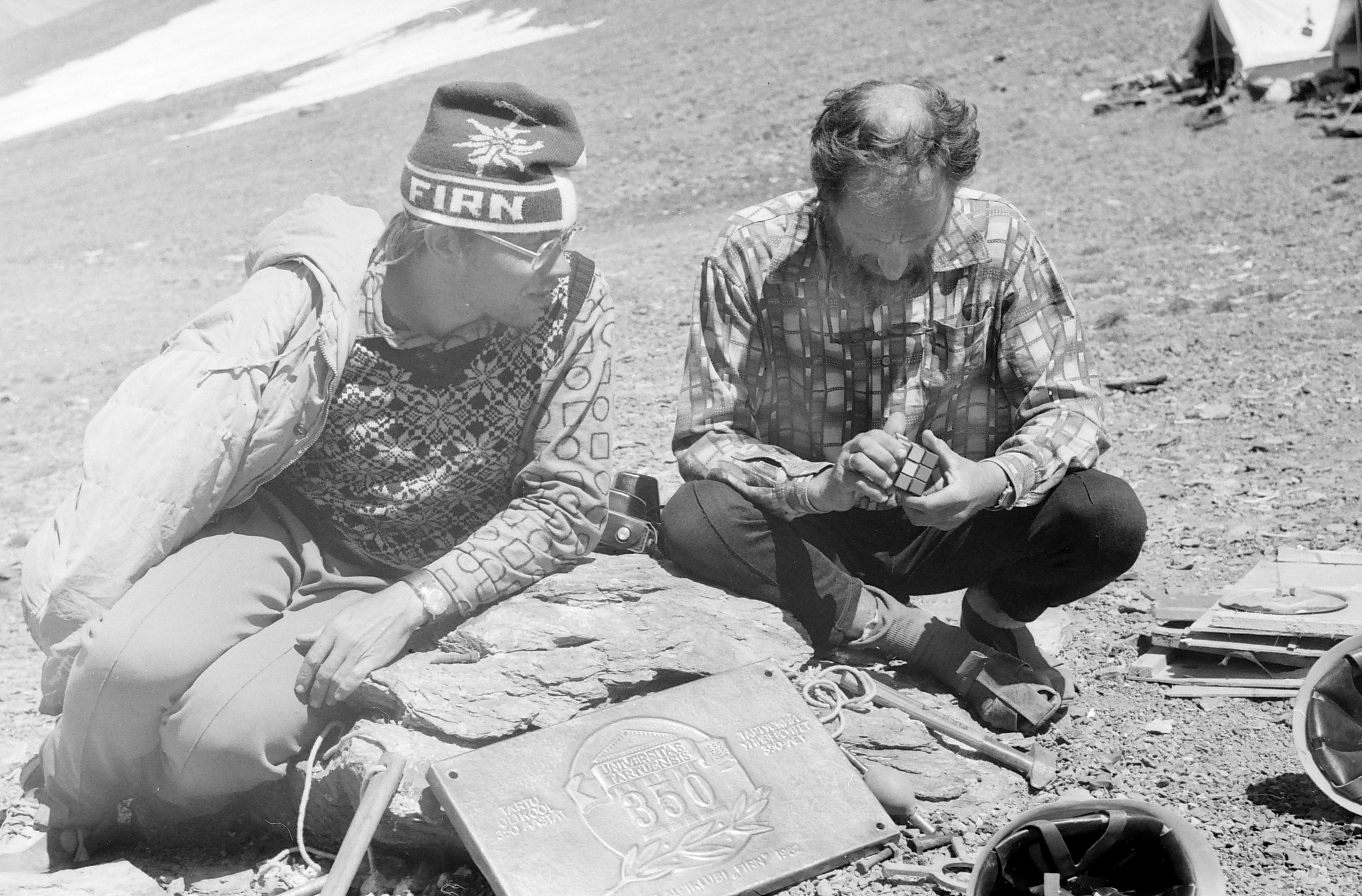
Un alpinista estone prova a risolvere il cubo durante una spedizione in Pamir nel 1982

Dopo che i primi lotti del cubo di Rubik vennero distribuiti nel maggio del 1980, le vendite furono inizialmente modeste, ma l'Idea iniziò a metà dell'anno: una campagna pubblicitaria televisiva supportata da inserzioni pubblicitarie all'interno dei giornali. Alla fine del 1980, il cubo di Rubik vinse lo Spiel des Jahres, un premio speciale tedesco come miglior gioco dell'anno, e vinse premi analoghi come miglior gioco nel Regno Unito, in Francia e negli Stati Uniti. Entro il 1981 il cubo divenne una moda, e si stima che nel periodo tra il 1980 e il 1983 vennero venduti circa 200 milioni di cubi di Rubik in tutto il mondo. Nel solo 1982 ne furono venduti oltre 100 milioni di pezzi e Ernő Rubik divenne il cittadino più ricco del suo paese. Nel marzo del 1981 si tennero le prime gare di speedcubing, organizzate dal Guinness dei primati a Monaco, e il cubo di Rubik venne raffigurato sulla copertina del Scientific American dello stesso mese. Nel giugno 1981, il The Washington Post scrisse che il cubo di Rubik era "un puzzle che in questo momento si sta muovendo come il fast food... l'Hula hoop o la Bongo Board di quest'anno", e nel settembre 1981 il New Scientist scrisse che il cubo aveva "attirato l'attenzione di persone di età tra i 7 e i 70 anni di tutto il mondo questa estate."
Dal momento che la maggior parte delle persone riusciva a risolvere soltanto una o due facce del cubo, vennero pubblicati molti libri sull'argomento, inclusi Notes on Rubik's "Magic Cube" (1980) di David Singmaster e You Can Do the Cube (1981) di Patrick Bossert. Il cubo di Rubik era diventato così famoso che il libro del dodicenne inglese Patrick Bossert, la prima guida scritta su come risolvere il rompicapo, ha venduto nel mondo oltre un milione e mezzo di copie. In un particolare momento del 1981, tre tra i dieci maggiori best seller negli Stati Uniti erano libri su come risolvere il cubo di Rubik, e il libro più venduto nel 1981 fu The Simple Solution to Rubik's Cube, di James G. Nourse, che vendette oltre sei milioni di copie. Nel 1981, il Museum of Modern Art di New York espose un cubo di Rubik, e all'Esposizione internazionale 1982 di Knoxville, Tennessee, venne messo in mostra un cubo di Rubik alto quasi due metri. L'emittente televisiva ABC realizzò addirittura un cartone animato chiamato Rubik, the Amazing Cube. Nel giugno del 1982, si tenne il primo World Rubik's Cube Championship, a Budapest, e rimase l'unica gara ad essere riconosciuta come ufficiale finché il campionato non venne rinnovato nel 2003.
A ottobre 1982, il New York Times riportò che le vendite del cubo erano crollate e che "la moda del momento è morta", ed entro il 1983 era chiaro che le vendite erano ormai precipitate. Tuttavia, in alcuni paesi comunisti, come Cina e URSS, la moda era scoppiata in ritardo e la domanda era ancora alta a causa della carenza di cubi.
I cubi di Rubik continuarono ad essere venduti durante tutti gli anni 1980 e 1990.

## Anni novanta e 2000
Nel 1990 Ernő Rubik divenne presidente della Hungarian Engineering Company e fonda la Rubik International al fine di sostenere i giovani designer. Nel 1995, per celebrare il 15º anniversario del cubo magico, la Diamond Cutters International ha realizzato un cubo di 185 carati fatto d'oro e di gioielli colorati, chiamato "Masterpiece Cube". Tuttavia, fu soltanto agli inizi degli anni 2000 che l'interesse nei confronti del cubo tornò a crescere nuovamente. Negli Stati Uniti, le vendite raddoppiarono tra il 2001 e il 2003, e il Boston Globe riportò che stava "diventando di nuovo bello possedere un cubo di Rubik". Il World Rubik's Games Championship del 2003 fu la prima gara ufficiale di speedcubing dal 1982; venne organizzato a Toronto e contò 83 partecipanti. Il torneo portò alla formazione della World Cube Association nel 2004. Si dice che le vendite annuali dei cubi di marca Rubik toccarono i 15 milioni di esemplari venduti nel mondo nel 2008. Parte del nuovo interesse venne attribuito all'avvento dei siti Internet di condivisione video, come YouTube, che permisero agli appassionati di condividere le loro strategie di risoluzione del rompicapo. In seguito allo scadere del brevetto di Rubik nel 2000, altre marche di cubi comparvero sul mercato, specialmente da parte di aziende cinesi. Molti di questi cubi di fattura cinese sono stati progettati per essere veloci e maneggevoli con agilità (sono infatti denominati speedcubes), e per questo sono preferiti dagli speedcuber.
Nel 2005, per il 25º anniversario del rompicapo, è stata messa in vendita una speciale e limitata edizione del cubo di Rubik, con il logo ufficiale - Rubik's Cube 1980-2005 - stampato sul quadrato centrale di colore bianco. Il 5 febbraio 2009 è stato presentato a una fiera in Germania il Rubik's 360.

## Altri marchi e progetti
Sfruttando l'iniziale carenza di cubi di Rubik sul mercato, nel tempo sono apparsi molti altri marchi e variazioni. Ad oggi, i brevetti sono scaduti e molte aziende cinesi (come Moyu, Dayan, Qiyi, Yuxin e GAN, tra le più note) producono varianti, in quasi la totalità dei casi con miglioramenti, del cubo di Rubik e del V-cube.

### Storia del brevetto
Nichols assegnò il suo brevetto al suo datore di lavoro, la Moleculon Research Corp., che fece causa alla Ideal nel 1982. Nel 1984, la Ideal perse la causa per violazione di brevetto e ricorse in appello. Nel 1986, la corte d'appello decise che il cubo di Rubik 2×2×2 violava il brevetto di Nichols, ma ribaltò il giudizio sul cubo di Rubik 3×3×3.
Nello stesso periodo in cui il brevetto presentato da Rubik era ancora sotto esame, Terutoshi Ishigi, un ingegnere e proprietario di una ferriera vicino a Tokyo, depositò un brevetto giapponese per un meccanismo quasi identico, che venne accettato nel 1976 (brevetto giapponese numero JP55-008192). Fino al 1999, quando venne applicato un emendamento sulla legge giapponese per i brevetti, l'ufficio brevetti giapponese accettava brevetti giapponesi all'interno del Giappone per prodotti tecnologici non divulgati, anche senza il requisito di novità a livello mondiale. Pertanto, il brevetto di Ishigi è generalmente considerato come una reinvenzione indipendente per quel tempo. Rubik depositò ulteriori brevetti nel 1980, incluso un altro brevetto ungherese il 28 ottobre. Negli Stati Uniti, Rubik ottenne lo (EN)  US4378116, United States Patent and Trademark Office, Stati Uniti d'America. per il suo cubo il 29 marzo 1983. Questo brevetto è scaduto nel 2000.
Nel 2003, l'inventore greco Panagiotis Verdes ha brevettato un metodo per produrre versioni del cubo di dimensioni superiori al 5×5×5, fino ad arrivare all'11×11×11. Nel giugno del 2008 sono entrati in vendita i modelli 6×6×6 e 7×7×7 nella linea "V-cube" di Verdes, che dal 2017 produce sia modelli di dimensioni standard (2×2×2, 3×3×3, 4×4×4) che di dimensioni maggiori (5×5×5, 6×6×6, 7×7×7, 8×8×8 e 9×9×9).

### Marchio registrato
Rubik's Brand Ltd. detiene anche i marchi registrati per le parole "Rubik" e "Rubik's" e per le rappresentazioni 2D e 3D del rompicapo. Tali marchi registrati sono stati confermati da una decisione del 25 novembre 2014 da parte del Tribunale dell'Unione europea, durante la difesa con successo contro un produttore di giocattoli tedesco intenzionato ad invalidarli. Tuttavia, i costruttori di giocattoli europei hanno comunque il diritto di produrre giocattoli di forma diversa che abbiano simili modi di ruotare o componenti con caratteristiche di movimento analoghe, come ad esempio lo Skewb, il Pyraminx o la Impossiball.
Il 10 novembre 2016, il cubo di Rubik ha perso una battaglia legale lunga dieci anni a proposito dei marchi registrati. L'istituzione più importante dell'Unione europea, la Corte di giustizia, ha decretato che la forma del rompicapo non era sufficiente a garantire la sua protezione come marchio registrato.

## Caratteristiche

### Meccanismo

Colorazione tradizionale di un cubo di Rubik

Il cubo di Rubik, nella sua versione originale, misura 5,4 cm su ogni lato e all'apparenza esterna presenta 9 quadrati su ognuna delle sue sei facce, per un totale di 54 quadrati colorati. Solitamente i quadrati differiscono tra loro per il colore, con un totale di 6 colori differenti. Quando il cubo di Rubik è risolto, ogni faccia ha tutti i nove quadrati dello stesso colore.
Il cubo è composto da 26 distinti cubi più piccoli (in inglese anche detti cubies), che presentano una struttura interna non visibile che permette a ciascun pezzo di incastrarsi con gli altri, garantendo comunque il libero movimento in posizioni diverse. I pezzi centrali di ciascuna delle sei facce, tuttavia, sono soltanto delle superfici ancorate al centro del meccanismo. Questi pezzi centrali permettono agli altri cubi più piccoli di fissarsi ad essi e potersi muovere. Ci sono quindi 21 pezzi distinti: un "nucleo" centrale, con tre assi intersecati fra di loro, che tiene fermi i sei quadrati centrali lasciandoli però ruotare su se stessi, e altri 20 pezzi che si ancorano su di esso per formare il puzzle completo.
Ogni pezzo centrale ruota attorno a una vite fissata al meccanismo centrale. Una molla, posta tra ciascuna vite e il suo pezzo centrale, mantiene il pezzo stesso in tensione verso l'interno, garantendo una compattezza generale della struttura. Nei cubi utilizzati oggi per lo speedcubing, si può stringere o allentare ciascuna vite per modificare la tensione del cubo a proprio piacimento, in modo da adattare il cubo stesso alle proprie esigenze. Questo non è possibile con i cubi del brand ufficiale Rubik, nei quali non si può agire in alcun modo sulla tensione dei componenti.
Il cubo di Rubik può essere disassemblato senza troppe difficoltà, tipicamente ruotando di 45° la faccia superiore e facendo quindi leva su uno dei pezzi laterali fino a separarlo dal resto dei pezzi, che possono poi essere rimossi dal cubo individualmente. Nei casi di cubi più moderni, invece, è necessario rimuovere la superficie di plastica di uno dei pezzi centrali, quindi allentare la vite che lo collega al meccanismo centrale così da poter separare il cubo nei suoi vari pezzi.
Ci sono sei pezzi centrali che mostrano un lato colorato (identificando, nei cubi in cui ogni lato ha un numero dispari di pezzi, il colore della faccia stessa), dodici pezzi ai bordi che mostrano due facce colorate, e otto pezzi angolari che hanno i tre lati colorati. La colorazione tradizionale del cubo di Rubik è illustrata qui a fianco (nella sua configurazione classica rosso-arancione, bianco-giallo, blu-verde), tuttavia esistono in commercio anche cubi con una diversa disposizione dei colori o con colori differenti. I cubi da speedcubing vengono solitamente venduti in tre configurazioni principali: "nera", in cui il cubo è realizzato in plastica nera su cui vengono applicati degli adesivi colorati (come nel cubo di Rubik originale), "bianca", simile alla precedente ma realizzata con plastica bianca, e "stickerless", in cui non sono presenti adesivi sul cubo, il quale è realizzato in plastica colorata.

### Permutazioni
Lo scopo del gioco è di risalire alla posizione originale dei cubetti portando il cubo ad avere per ogni faccia un colore uguale. L'originale cubo di Rubik (3×3×3) è composto da otto angoli e dodici spigoli. Esistono quindi 8! (40.320) modi diversi di disporre i diversi pezzi angolari nel cubo. Ogni angolo può essere ruotato in tre posizioni diverse, ma solo sette degli otto angoli possono essere ruotati in modo indipendente; la disposizione dell'ultimo angolo dipenderà dalla posizione degli altri sette. Questo fornisce 37 (2.187) diverse possibilità. Ci sono 12!/2 (239.500.800) modi di disporre i dodici spigoli, ciascuno dei quali può essere ruotato in modo indipendente ad eccezione dell'ultimo, la cui posizione dipende da quella degli altri undici, per un totale di 211 (2.048) modi diversi. Il numero totale di permutazioni del cubo di Rubik, ovvero il numero totale di configurazioni che il cubo può assumere, è perciò dato da:
{\displaystyle {8!\times 3^{7}\times (12!/2)\times 2^{11}}=43.252.003.274.489.856.000}
che equivale approssimativamente a 43 trilioni (circa {\displaystyle {4,33\times 10^{19}}}). Le pubblicità iniziali dell'originale cubo di Rubik presentavano il puzzle come avente "oltre 3.000.000.000 (tre miliardi) di combinazioni ma solo una soluzione". Avendo a disposizione tanti cubi di Rubik quante sono le sue possibili configurazioni, sarebbe possibile ricoprire la superficie della Terra 257 volte.
Il numero precedente si riferisce alla quantità di permutazioni che si possono ottenere dal momento che il meccanismo centrale permette di disporre, come unico movimento, della rotazione di ogni faccia intorno al proprio pezzo centrale, e quindi della rotazione in contemporanea di 4 angoli e 4 spigoli. Se invece si considerano le permutazioni che si possono ottenere riassemblando il cubo dopo averlo smontato fisicamente, allora si ottiene un numero 12 volte più grande:
{\displaystyle {8!\times 3^{8}\times 12!\times 2^{12}}=519.024.039.293.878.272.000}
ovvero all'incirca 519 trilioni di possibili disposizioni dei singoli pezzi che compongono il cubo, ma visto che questo numero si può ottenere solo aggirando i limiti di movimento imposti dal meccanismo centrale, solo una su dodici tra queste permette di riottenere il cubo risolto senza doverlo smontare di nuovo per spostare o ruotare manualmente singoli pezzi rimasti fuori posto.
Per l'esattezza, tra i casi impossibili da ottenere a partire da un cubo risolto ci sono:
- un numero dispari (cioè uno solo o tre) di angoli ruotati su se stessi con versi opposti
- un numero pari (cioè due o quattro) di angoli ruotati su se stessi nello stesso senso
- un numero dispari (cioè uno solo o tre) di spigoli ruotati su se stessi
- un solo angolo e un solo spigolo ruotati su se stessi
- una singola coppia di angoli scambiati tra di loro
- una singola coppia di spigoli scambiati tra di loro
- quattro angoli tutti scambiati tra di loro a rotazione (i quattro spigoli restano al loro posto)
- quattro spigoli tutti scambiati tra di loro a rotazione (i quattro angoli restano al loro posto)

## Versioni

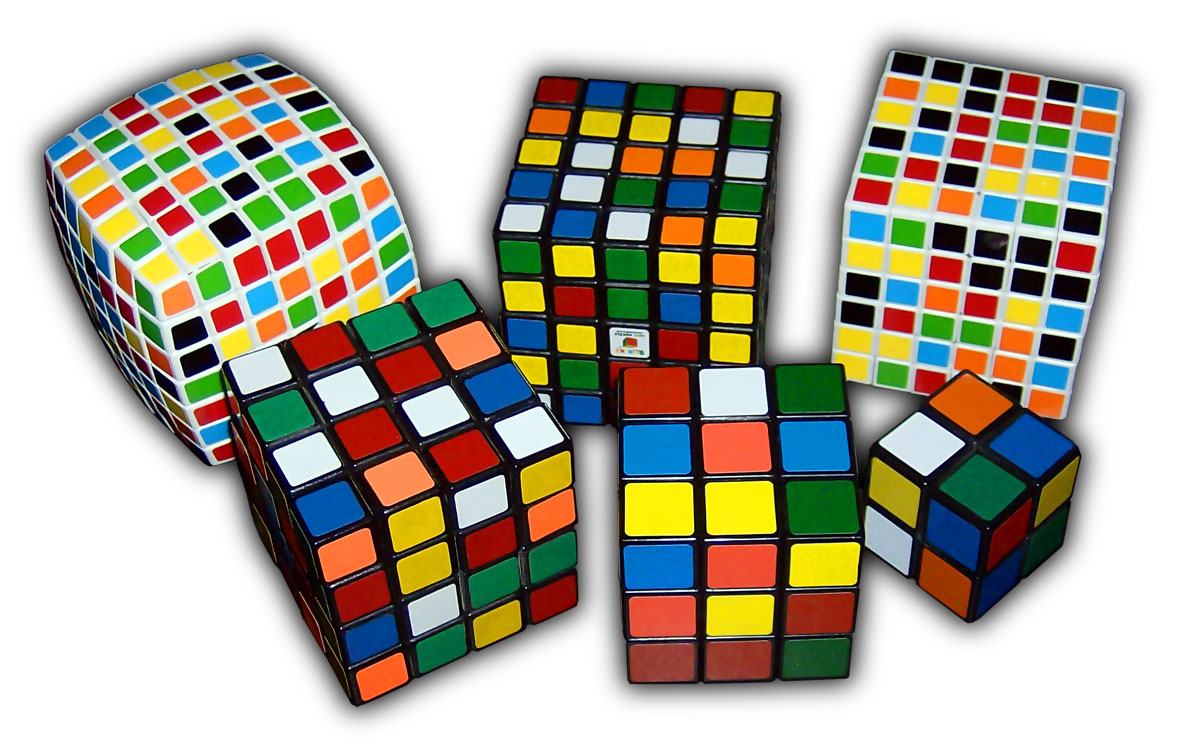
Il cubo di Rubik nelle diverse versioni.

Il rompicapo è disponibile in 4 versioni principali differenti. In seguito sono state create ulteriori versioni, ma non altrettanto diffuse. (esempio: vedi Cubo di Rubik 360)
- 2×2×2 (Pocket Cube)
- 3×3×3 (Rubik's Cube)
- 4×4×4 (Rubik's Revenge)
- 5×5×5 (Professor's Cube)

Recentemente, l'inventore greco Panagiotis Verdes ha brevettato un metodo di creazione del rompicapo per superare la versione 5×5×5, fino ad arrivare a 11×11×11. Questi modelli, che includono un meccanismo migliorato per le versioni 3×3×3, 4×4×4 e 5×5×5, sono adatti per risolvere velocemente il rompicapo mentre le tradizionali versioni del cubo superiori a 3×3×3 tendono a rompersi facilmente. Nel giugno del 2008 sono entrati in vendita i modelli 6×6×6 e 7×7×7.
Vi è inoltre una variazione del cubo di Rubik chiamata Sudokube: come suggerisce il nome è una combinazione del cubo con il popolare gioco di logica Sudoku. La versione non ufficiale più grande è stata creata nel 2017 dall'ingegnere meccanico francese Grégoire Pfennig, che ha costruito un cubo 33×33×33 perfettamente funzionante, costituito da 6153 pezzi mobili tutti stampati in 3D. Questo record è stato pubblicato nell'edizione 2020 del Guinness dei primati.

## Metodi risolutivi

### Notazione

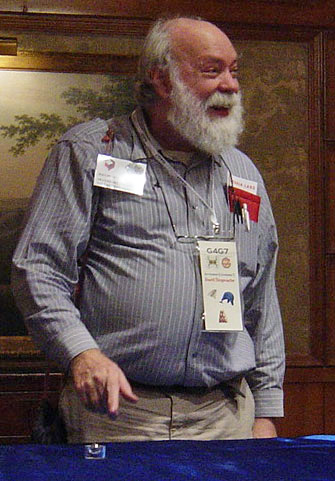
David Singmaster, inventore della notazione utilizzata per il cubo di Rubik, nel marzo 2006

Molti appassionati del cubo di Rubik 3×3×3 (e delle sue varianti di dimensioni diverse) utilizzano una notazione sviluppata da David Singmaster, nota come "notazione di Singmaster", per distinguere i vari movimenti eseguibili sul cubo. La natura di tale notazione, relativa al modo in cui il risolutore sta impugnando il cubo, permette di utilizzarla per scrivere i diversi algoritmi prescindendo dalla posizione in cui è orientato il cubo o dalla disposizione dei colori sulle sue facce:
| Notazione  | Descrizione                                                                                                |
| ---------- | --- |
| F (Front)  | Rotazione di 90° in senso orario della faccia frontale (di fronte al risolutore)                           |
| B (Back)   | Rotazione di 90° in senso orario della faccia posteriore (opposta alla faccia frontale)                    |
| R (Right)  | Rotazione di 90° in senso orario della faccia destra (rispetto al risolutore)                              |
| L (Left)   | Rotazione di 90° in senso orario della faccia sinistra (rispetto al risolutore)                            |
| U (Up)     | Rotazione di 90° in senso orario della faccia superiore                                                    |
| D (Down)   | Rotazione di 90° in senso orario della faccia inferiore                                                    |
| f          | Rotazione contemporanea di 90° in senso orario della faccia frontale e dello strato intermedio adiacente   |
| b          | Rotazione contemporanea di 90° in senso orario della faccia posteriore e dello strato intermedio adiacente |
| r          | Rotazione contemporanea di 90° in senso orario della faccia destra e dello strato intermedio adiacente     |
| l          | Rotazione contemporanea di 90° in senso orario della faccia sinistra e dello strato intermedio adiacente   |
| u          | Rotazione contemporanea di 90° in senso orario della faccia superiore e dello strato intermedio adiacente  |
| d          | Rotazione contemporanea di 90° in senso orario della faccia inferiore e dello strato intermedio adiacente  |
| x (Asse x) | Rotazione di 90° in senso orario dell'intero cubo attorno all'asse x (cioè secondo R)                      |
| y (Asse y) | Rotazione di 90° in senso orario dell'intero cubo attorno all'asse y (cioè secondo U)                      |
| z (Asse z) | Rotazione di 90° in senso orario dell'intero cubo attorno all'asse z (cioè secondo F)                      |

La rotazione è definita in senso orario rispetto alla faccia cui è riferita, ovvero come se il risolutore avesse la faccia in questione di fronte a lui. Quando la notazione è seguita da un simbolo di primo ( ' ), la rotazione deve essere eseguita in senso anti-orario. Una lettera seguita da un "2" (a volte scritto come 2), invece, indica che dev'essere compiuta una rotazione di 180°. A titolo di esempio, di seguito viene illustrato un algoritmo noto come Sune (usato nel metodo CFOP), scritto nella notazione di Singmaster secondo una delle sue formulazioni più comuni: R U R' U R U2 R'
Una delle variazioni più importanti dalla notazione di Singmaster, e di fatto lo standard ufficiale oggi secondo la WCA, è rappresentata dall'utilizzo di w ("wide") per indicare le rotazioni degli strati intermedi al posto delle lettere minuscole. Quindi, ad esempio, scrivere Rw è equivalente a r: entrambe le notazioni indicano una rotazione della faccia R e dello strato intermedio adiacente ad essa di 90° in senso orario.
In caso si voglia indicare una rotazione degli strati intermedi, esiste un'estensione della notazione precedente in cui le lettere M, E, S denotano gli strati interni del cubo:
| Notazione      | Descrizione                                                                                  |
| -------------- | -------------------------------------------------------------------------------------------- |
| M (Middle)     | Rotazione di 90° in senso orario dello strato di mezzo (tra R e L), secondo il senso di L    |
| E (Equatorial) | Rotazione di 90° in senso orario dello strato equatoriale (tra U e D), secondo il senso di D |
| S (Standing)   | Rotazione di 90° in senso orario dello strato laterale (tra F e B), secondo il senso di F    |

In caso di cubi di dimensioni maggiori (come il cubo 4×4×4), la notazione viene estesa per inglobare tutti gli strati interni. In questi casi, generalmente parlando, le lettere maiuscole (F B R L U D) si riferiscono agli strati più esterni del cubo (le facce), mentre le lettere minuscole (f b r l u d) indicano gli strati interni. Un asterisco (R*), un numero davanti alla lettera (2R) o due strati fra parentesi (Rr) indicano che i due strati, esterno ed interno, devono essere ruotati contemporaneamente. Ad esempio, un algoritmo del tipo (Rr)' u2 2F indica di ruotare i due strati destri più esterni una volta in senso anti-orario, ruotare lo strato interno superiore due volte e ruotare lo strato interno frontale una volta in senso orario. Per estensione, in caso di cubi più grandi (5×5×5, 6×6×6, 7×7×7 o maggiori) si introducono rotazioni degli strati ancora più interni (come 3R, che indica la rotazione del terzo strato destro più interno).

### Metodo a strati
Il metodo risolutivo più intuitivo è il metodo a strati. Consiste nella risoluzione strato per strato. Vi sono 7 passi da effettuare (croce, angoli primo strato, secondo strato, orientamento spigoli, permutazione spigoli, orientamento angoli, permutazione angoli). Questo metodo ha il vantaggio di richiedere la memorizzazione di pochi algoritmi, ma non è adatto allo speedcubing, perché risulta molto più lento rispetto ai metodi più avanzati.
Infatti difficilmente con questo metodo si riesce a scendere sotto il minuto, mentre con quelli degli speedcubing la media è di 8-15 
secondi. Questo metodo di risoluzione si può riassumere così: croce, formare una faccia, completare il secondo strato, completare l'ultimo strato e la faccia opposta a quella di partenza.
- Croce: la croce è il punto di partenza per completare il cubo con questo metodo. Per fare la croce non esistono algoritmi, ma bisogna andare a intuito. Le parti che formeranno la croce saranno la parte centrale di una faccia e gli spigoli a essa adiacenti. Inoltre bisogna tenere conto che lo spigolo deve essere allineato sopra la corrispettiva faccia; per esempio lo spigolo bianco-arancione, la parte bianca andrà vicino alla faccia centrale bianca e quella arancione deve essere allineata alla parte centrale arancione.
- Prima faccia: dopo aver fatto la croce ed aver allineato bene gli spigoli con le loro corrispondenti facce centrali, si devono portare gli angoli sulla faccia dove si è fatta la croce per completarla. Ogni angolo ha 3 quadratini, uno dei quali sarà quello che dovrà essere portato sulla faccia di partenza. Gli altri due colori corrispondono a due delle facce laterali, le quali avranno la faccia centrale e lo spigolo sopra già allineato. Ogni angolo deve essere posizionato tra i rispettivi colori delle facce centrali, ad esempio l'angolo bianco-rosso-blu andrà posizionato tra la faccia con il centro rosso e quello blu. Per posizionare gli angoli senza disfare la croce bisogna semplicemente muovere i due strati della faccia con la croce, che non sono interessati di quell'angolo, verso il basso e poi riposizionarlo come prima. Così facendo la croce non sarà distrutta e l'angolo sarà messo al suo posto. Dopo aver completato tutti e quattro gli angoli la faccia sarà completata e anche il primo strato, ovvero quello che si trova nelle facce laterali rispetto a quella di partenza e che è direttamente collegato con essa (posizionato sopra il centro della faccia laterale).
- Secondo strato: il secondo strato coinvolge le quattro facce laterali ed è quello che comprende quattro quadratini centrali e quattro spigoli (nessun angolo quindi) e per completarlo bisogna posizionare gli spigoli. Dovendo lasciare intatto il primo strato, per posizionarli bisogna fare ricorso al primo algoritmo, che consiste in una sequenza predefinita di mosse da applicare per ottenere un risultato mantenendo inalterate le parti del cubo già risolte (ricordiamo che per risolvere il primo strato non ci sono algoritmi ma bisogna andare ad intuito). Per completare questo strato esiste più di un algoritmo, ma nessuno è preferibile agli altri. Nel secondo strato bisogna fare in modo che, ad esempio, nella faccia rossa, che è collegata con quelle blu e verdi, ci finiscano gli spigoli rosso-blu e rosso-verde.
- Completare il cubo: questo passaggio è il più difficile non solo perché in alcuni metodi per risolvere questo strato ci sono quattro algoritmi, ma anche perché è il più lungo da completare. Si inizia formando una croce nella faccia opposta a quella di partenza (la faccia opposta al bianco è il giallo, quella del rosso è l'arancione, quella del blu è il verde. Questo vale per la versione originale del cubo, nelle altre versioni i colori possono essere differenti). La croce si forma col secondo degli algoritmi, per non disfare i due strati già risolti, ma non è necessario che sia rigorosa come quella della prima faccia, infatti nella prima gli angoli andavano posizionati dopo, in questa invece l'algoritmo, mentre crea la croce, può portare nel corretto orientamento anche alcuni angoli, che possono essere mantenuti perché non interferiscono con la risoluzione. Successivamente si guarda lo spigolo che comprende il quadratino della croce nella faccia opposta a quella di partenza e la faccia centrale del terzo strato (l'ultimo da completare). Tale spigolo deve andare sopra gli altri due già posizionati. Gli spigoli devono essere posizionati tutti correttamente per poter passare alla fase successiva. Se invece sono posizionati male si deve ruotare la faccia gialla in modo che uno solo degli spigoli risulti nella sua corretta posizione e si applica il rispettivo algoritmo per fare in modo che vadano a posto anche gli altri tre. Questo secondo caso è quello più frequente. Ora si devono posizionare gli angoli. Dobbiamo cercare un angolo posizionato bene, che potrebbe essere anche già orientato bene. Posizionato bene significa che si trova in mezzo alle tre facce corrispondenti ma i suoi tre colori non coincidono con esse, mentre orientati bene vuol dire che coincidono con le tre facce anche i tre colori. Ad esempio, l'angolo giallo-blu-rosso è posizionato bene quando il quadratino giallo è sulla faccia rossa, quello rosso su quella blu e quello blu su quella gialla, orientato bene vuol dire che il quadratino giallo è sulla faccia gialla, quello blu su quelle blu, quello rosso su quella rossa. Partendo da un angolo che sia almeno già posizionato bene si applica un altro algoritmo, che posizionerà correttamente anche gli altri tre angoli. Può accadere che siano già tutti posizionati bene, e ci sono anche dei casi in cui l'applicazione di questo algoritmo porta uno o più angoli ad essere anche già correttamente orientati, il che fa risparmiare tempo durante l'ultima fase, quella che, con l'ultimo degli algoritmi, orienta correttamente tutti gli angoli mancanti e fa giungere alla risoluzione del cubo. L'algoritmo in questione non è più difficile da memorizzare rispetto agli altri, ma richiede molta attenzione perché orienta un solo angolo alla volta e, mentre viene ripetuto per ogni angolo, scombina tutte le facce e le rimette a posto solo alla fine, quando sarà correttamente orientato anche l'ultimo degli angoli.

### Altri metodi
Il metodo Petrus, inventato da Lars Petrus, consta di 7 fasi: costruire il cubo 2×2×2, allargarlo a 2×2×3, orientare gli spigoli, completare 2 superfici, posizionare gli angoli, orientare gli angoli, posizionare gli spigoli. Ha il vantaggio di non disfare quasi mai la parte del cubo che si è già costruita.
Il metodo Fridrich, che prende il nome dalla sua inventrice, Jessica Fridrich, raggruppa secondo-terzo, quarto-quinto, sesto-settimo passaggio del metodo a strati in singoli passaggi. Esso è il metodo generalmente più veloce, ed il più usato dagli speedcuber professionisti. Implica la memorizzazione di 78 algoritmi solo per l'ultimo strato (PLL e OLL); è anche chiamato CFOP, che sarebbe l'acronimo delle fasi in cui si divide: Cross (croce), F2L (primi 2 strati), OLL (orientazione dell'ultimo strato) e infine PLL (permutazione dell'ultimo strato).
Esiste anche un metodo semplificato del metodo Fridrich, il quale comprende F2L intuitivo e non comporta di imparare tutti i PLL e tutti gli OLL, ma imparare solamente 6 PLL e 7 OLL. Ovviamente questo metodo non sarà mai veloce come il metodo Fridrich completo, ma permette di risolvere il cubo in 20-40 secondi, rendendolo quindi la via di mezzo tra metodo a strati e Fridrich.
Vi sono, inoltre, altri metodi come il corner first e lo ZB (il più complesso in assoluto con più di 800 algoritmi). Alcuni metodi non sono utili allo speedcubing, ma al blindfold cubing, ovvero la risoluzione del cubo da bendati. Il risolutore impara a memoria il cubo e successivamente si benda e lo risolve senza più guardarlo. La teoria di base per quasi tutti i metodi sta nello spostare, tramite algoritmi specifici, pochi pezzi alla volta del cubo, riuscendo così a tenere a mente l'ordine delle modifiche effettuate.
Tra i più famosi metodi per il blindfold cubing risaltano quelli inventati da Stefan Pochmann: il metodo omonimo (per principianti del blindfold cubing) e il metodo M2/R2, decisamente avanzato, ma molto più rapido.

### Numero massimo di mosse teoricamente necessarie per la risoluzione
Più rotazioni si fanno a partire dal cubo risolto e più permutazioni si possono ottenere. Fin dagli inizi gli studiosi si sono chiesti quale fosse il più piccolo numero di rotazioni matematicamente in grado di generare il 100% delle permutazioni che il cubo può formare, e questo perché di conseguenza costituisce il massimo numero di mosse che potrebbero servire per risolvere il cubo a partire da qualunque configurazione. Nel 1982 David Singmaster e Alexander Frey ipotizzarono che tale numero, che in matematica si definisce "massimo sufficiente", potesse essere intorno a venti.
Nei primi anni ottanta Morwen Thistlethwaite, di professione informatico, riuscì a dimostrare con un calcolatore che era sempre possibile riordinarlo con, al massimo, 52 mosse. Nel 2007, Dan Kunkle e Gene Cooperman (il suo professore), usando metodi di ricerca computerizzati, hanno dimostrato come una qualsiasi configurazione di un cubo 3×3×3 possa essere risolta in un massimo di 26 mosse.
Nel marzo 2008 Tomas Rokicki, programmatore e matematico dell'università di Stanford, ha dimostrato che tale limite è riducibile a 25 mosse. Nel mese successivo sempre il professor Rokicki, assieme a John Welborn, dimostrarono che tale limite era riducibile a 23 mosse, mentre nell'agosto dello stesso anno dimostrarono che il limite massimo scendeva a 22 mosse. Nel luglio 2010 il limite massimo di mosse è sceso a 20.
Tale dimostrazione è stata realizzata da un gruppo di ricercatori, composto sempre dal professor Tomas Rokicki, da Morley Davidson, matematico presso la Kent State University, John Dethridge, ingegnere di Google e Herbert Kociemba, insegnante di matematica di Darmstadt. La potenza di calcolo necessaria a testare gli algoritmi è stata fornita da Google, che però non ne ha specificato l'entità.
Il record di FM (Fewest Moves), che consiste nel risolvere il cubo in meno mosse possibile, appartiene all'italiano Sebastiano Tronto, agli americani Aedan Bryant e Levi Gibson e all'inglese Jacob Sherwen Brown.

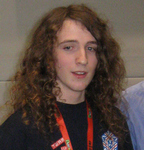
Breandan Vallance, uno dei campioni del mondo.

Infine, in un articolo apparso sulla rivista "New Scientist", Erik Demaine con i suoi compagni del MIT ha dimostrato come per un cubo di ordine n, il numero di mosse per risolverlo sia pari a n²/log(n).

## Gare e record

### Gare di speedcubing
Lo speedcubing (o speedsolving) è la pratica di provare a risolvere il cubo di Rubik nel minor tempo possibile. Ci sono un gran numero di gare di speedcubing che si svolgono ogni anno in tutto il mondo.

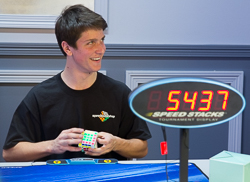
Feliks Zemdegs, noto speedcuber australiano

Il primo campionato mondiale, organizzato dal Guinness dei primati, si svolse il 13 marzo 1981 a Monaco. Tutti i cubi vennero mossi 40 volte e lubrificati con la vaselina; il vincitore ufficiale, con un tempo di 38 secondi, fu Jury Froesch, nato a Monaco. Il primo campionato mondiale internazionale venne invece tenuto a Budapest, il 5 giugno 1982; a vincere fu Minh Thai, uno studente vietnamita di Los Angeles, con un tempo di 22,95 secondi.
Dal 2003, il vincitore di ogni gara è decretato calcolando la media di tre risoluzioni su cinque (il tempo più lento e il più veloce vengono esclusi dal conteggio). Tuttavia, viene registrato anche il tempo singolo migliore. La World Cube Association conserva e archivia i record del mondo nelle varie categorie ufficiali. Nel 2004, la WCA rese obbligatorio l'utilizzo di un particolare sistema di cronometraggio chiamato StackMat Timer.
In aggiunta all'evento principale relativo al cubo 3×3×3, la WCA prevede altre categorie in cui il cubo è risolto in modi diversi:
- Risoluzione da bendati (BF, o Blindfolded)[62]
- Risoluzione da bendati di un certo numero di cubi di fila, indicata come Multi-blind[63]
- Risoluzione con una sola mano (OH, o One hand)[64]
- Risoluzione con i piedi (WF, o With feet)[65]
- Risoluzione nel minor numero di mosse possibile (FM, o Fewest moves)[66]

Nelle risoluzioni blindfolded, il concorrente inizialmente studia il cubo mescolato (guardandolo, cioè, senza benda sugli occhi), dopodiché si mette la benda sugli occhi prima di cominciare a ruotare il cubo. Il tempo registrato durante la gara include sia il tempo speso a memorizzare il cubo sia il tempo impiegato a risolvere effettivamente il cubo una volta messa la benda.
Nelle categorie multi-blind, tutti i cubi vengono inizialmente memorizzati e dopodiché vengono risolti uno dopo l'altro con la benda sugli occhi. Pertanto, la difficoltà maggiore sta nel memorizzare molti cubi diversi - solitamente dieci o più - separatamente. Il risultato della gara viene registrato non in termini di tempo impiegato, ma come numero di cubi correttamente risolti, meno il numero di cubi non risolti una volta che è passata un'ora dall'inizio dell'evento.
Negli eventi in cui il cubo dev'essere risolto nel minor numero di mosse possibile, ai concorrenti viene assegnata un'ora di tempo per elaborare e scrivere la propria soluzione.

### Record
La World Cube Association è l'associazione che si occupa dell'organizzazione di eventi in tutto il mondo. Essendo l'unica e più autorevole associazione mondiale, si considerano validi i tempi raggiunti nelle gare organizzate da questa associazione.
Di seguito vengono elencati i record del mondo relativi al Cubo di Rubik nelle varie categorie ufficiali. I risultati sono dati nel formato "Minuti:secondi,centesimi".
| Evento                         | Tipo    | Risultato     | Persona                                                           | Gara                                                                        | Risoluzioni (per media)           |
| ------------------------------ | ------- | ------------- | ----------------------------------------------------------------- | --------------------------------------------------------------------------- | --------------------------------- |
| 3x3                            | Singolo | 3.05          | Xuanji Geng                                                       | Shenyang Spring 2025                                                        |                                   |
| 3x3                            | Media   | 3.91          | Yiheng Wang                                                       | Lishui Open 2025                                                            | (3.84), (4.25), 4.14, 4.13, 3.87  |
| 3x3 Una mano (OH)              | Singolo | 5.66          | Dhruva Sai Meruva                                                 | Swiss National 2024                                                         |                                   |
| 3x3 Una mano (OH)              | Media   | 7.72          | Luke Garrett                                                      | Chicagoland Newcomers 2025                                                  | 8.57, 7.13, (6.82), 7.45, (12.80) |
| 3x3 Bendato (BF)               | Singolo | 12.00         | Tommy Cherry                                                      | Triton Tricubealon 2024                                                     |                                   |
| 3x3 Bendato (BF)               | Media   | 14.05         | Tommy Cherry                                                      | WCA European Championship 2024                                              | 13.48, 14.42, 14.24               |
| 3x3 Minor numero di mosse (FM) | Singolo | 16            | Sebastiano Tronto/ Aedan Bryant/ Jacob Sherwen Brown/ Levi Gibson | FMC 2019/ Ashfield Summer Challenge 2024/ Rubik's UK Championship FMC 2024/ |                                   |
| 3x3 Minor numero di mosse (FM) | Media   | 19.67         | Radomil Baran                                                     | 5BLD Master Pole 2025                                                       | 22, 20, 17                        |
| 3x3 Multi-Bendato (MB)         | Singolo | 63/66 (59:50) | Rowe Hessler                                                      | New York Multimate PBQ 2025                                                 |                                   |

Alcuni altri record degni di nota, non appartenenti alle categorie ufficiali della WCA, sono invece i seguenti:
- Risoluzione da parte di un non-umano: "Sub1 Reloaded", un robot costruito da Adam Beer, un economista e ingegnere industriale, è il non-umano ad aver risolto più velocemente il cubo di Rubik 3×3.[68] Un video su YouTube mostra il robot risolvere il cubo in 0.637 secondi usando un Arduino con l'algoritmo di Kociemba.[69] Il secondo posto, con un tempo di 3.25 secondi, appartiene a "CubeStormer III", un robot basato sull’algoritmo di kociemba, costruito da David Gilday usando i LEGO Mindstorms ev3 e un Samsung Galaxy S4.[70] Questo a sua volta ha battuto il tempo di 5.27 realizzato da "CubeStormer II", un robot realizzato sempre da David Gilday, utilizzando i LEGO Mindstorms NXT e un Samsung Galaxy S2.[71] Il record ancora precedente, 10.69, apparteneva invece a uno studente dell'ultimo anno dell'Università di tecnologia di Swinburne, di Melbourne, Australia, realizzato nel 2011.[72]